# Glympis umbrifera
Glympis umbrifera là một loài bướm đêm trong họ Erebidae.